# (33312) 1998 KG57
1998 KG57 (asteroide 33312) é um asteroide da cintura principal. Possui uma excentricidade de 0.03503720 e uma inclinação de 12.61541º.
Este asteroide foi descoberto no dia 22 de maio de 1998 por LINEAR em Socorro.